# Leidingen
Leidingen ist ein Ortsteil der Gemeinde Wallerfangen mit ca. 180 Einwohnern im Landkreis Saarlouis (Saarland). Bis Ende 1973 war Leidingen eine eigenständige Gemeinde.

## Geographie
Leidingen liegt auf den Höhen des Saargaus unmittelbar an der deutsch-französischen Grenze.
Das in Frankreich gelegene und ursprünglich mit Leidingen eine Gemeinde bildende Leiding hat 28 Einwohner und gehört zur Gemeinde Heining-lès-Bouzonville im Département Moselle in der Region Grand Est (bis 2015 Lothringen).
Die Grenze zwischen Frankreich und Deutschland verläuft längs der Mitte der „Neutralen Straße“, die in Frankreich „Rue de la Frontière“ (Grenzstraße) heißt und durch den Ort führt. Auf einer Straßenseite stehen die Häuser also in Deutschland, auf der anderen in Frankreich.

## Geschichte
Leidingen wurde erstmals 893 urkundlich erwähnt. Die durch den Ort verlaufende Grenze wurde in der Grenzkonvention zwischen Preußen und Frankreich vom 23. Oktober 1829 festgelegt. 1830 wurde sie mit Grenzsteinen markiert, wie ein bis heute erhaltener Grenzstein dokumentiert.
Im Rahmen der saarländischen Gebiets- und Verwaltungsreform wurde die bis dahin eigenständige Gemeinde Leidingen am 1. Januar 1974 der Gemeinde Wallerfangen zugeordnet. Seitdem ist Leidingen ein Ortsteil und bildet zusammen mit dem Nachbarort Ihn einen Gemeindebezirk.
Erst seit den 2010er Jahren gibt es verstärkte Bestrebungen der Ortsverwaltungen von Leiding und Leidingen, in der Trinkwasserver- und Abwasserentsorgung und dem Straßenbau grenzübergreifend zusammenzuarbeiten. Hierfür mussten unter anderem EU-Gelder beantragt und bürokratische Hürden genommen werden.

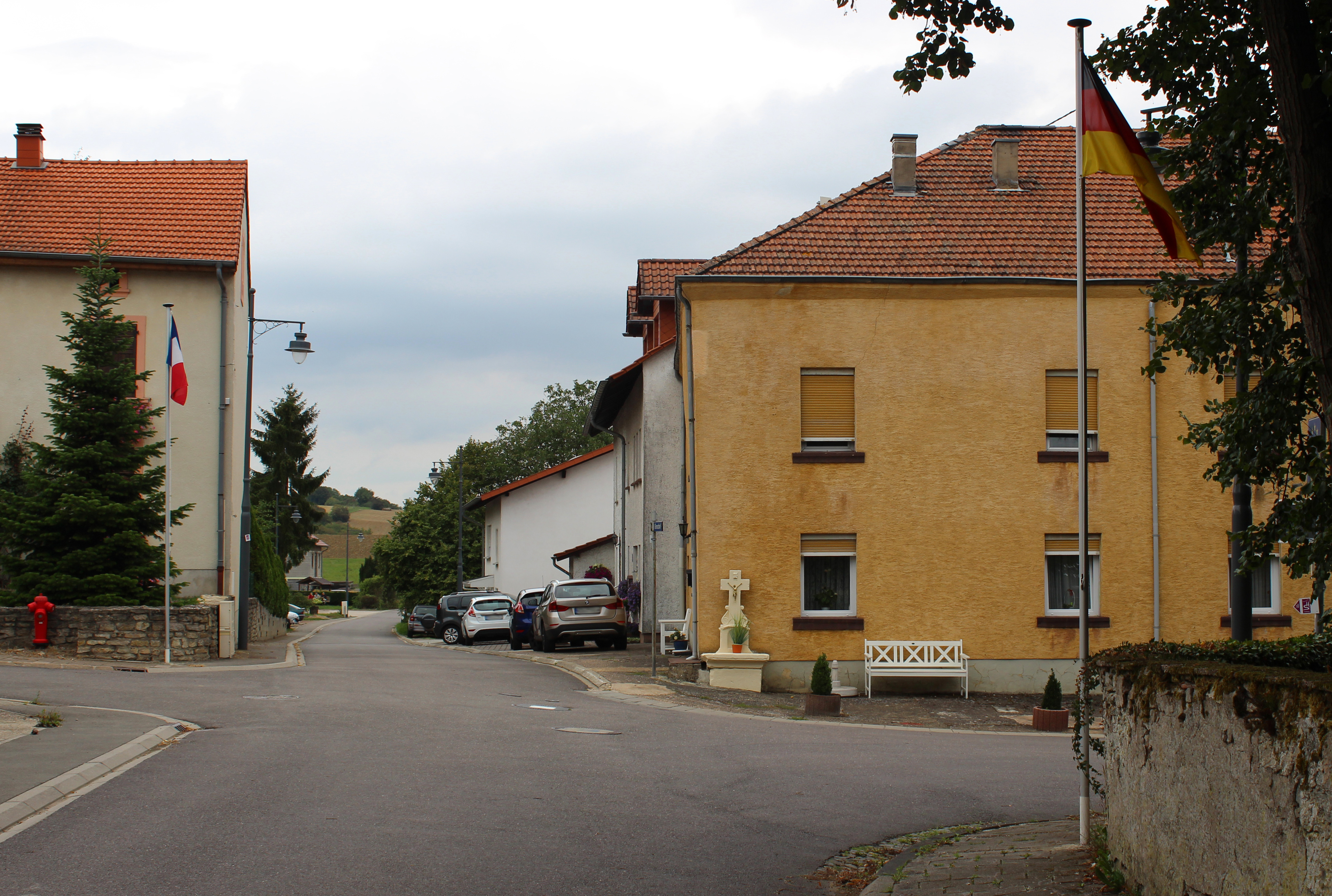
Neutrale Straße bzw. Rue de la Frontière (Grenzstraße) in Leidingen. Die Häuser auf der rechten Seite der Straße befinden sich in Deutschland, die auf der linken Seite in Frankreich.

## Politik

### Ortsrat
Die Sitzverteilung im gemeinsamen Ortsrat von Leidingen und Ihn setzt sich wie folgt zusammen:
- SPD 6 Sitze
- CDU 3 Sitze

### Ortsvorsteher
Ortsvorsteher ist Wolfgang Schmitt (SPD).

## Kultur und Sehenswürdigkeiten

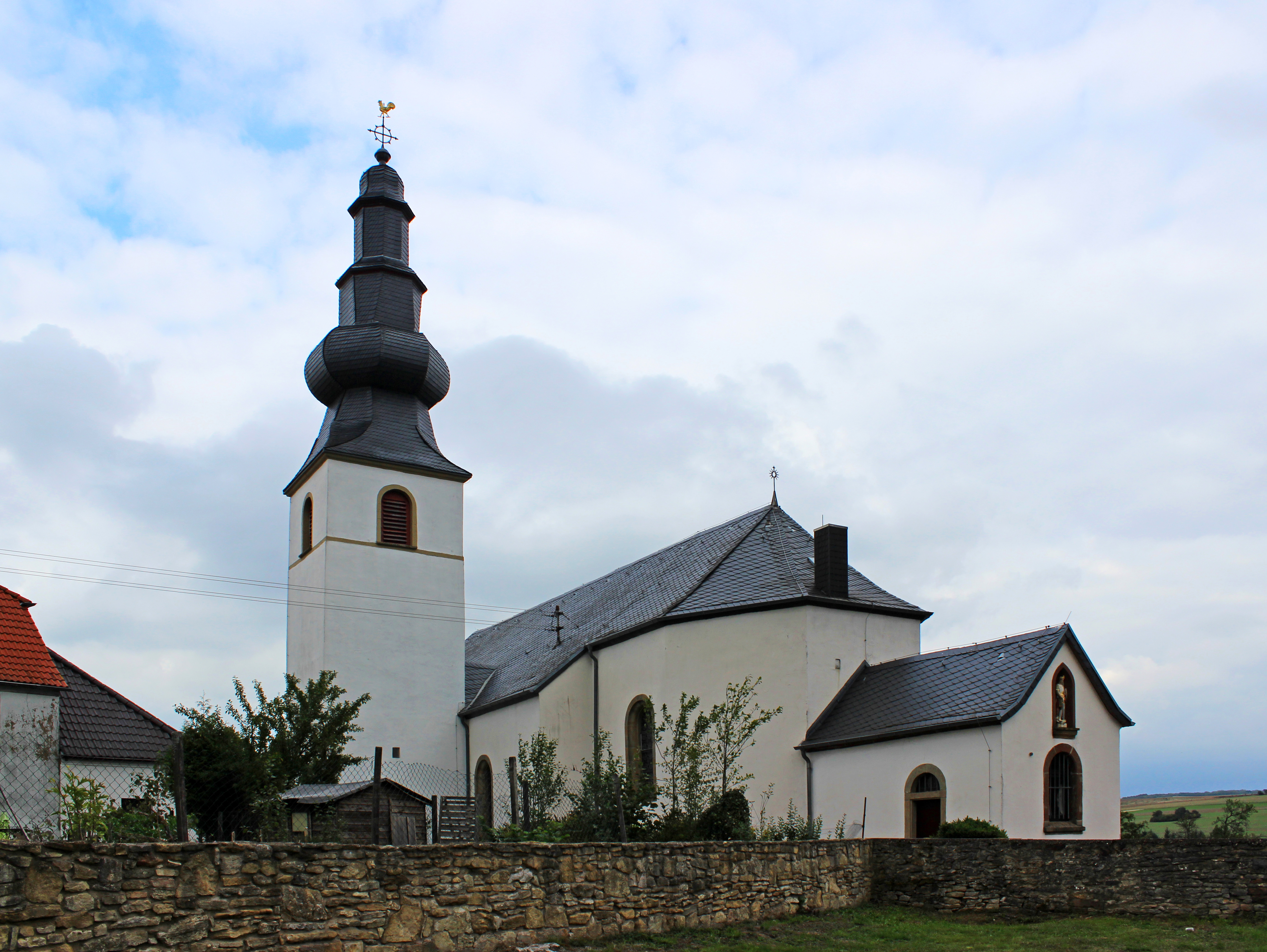
Pfarrkirche St. Remigius

### Bauwerke
Die katholische Pfarrkirche St. Remigius wurde 1742 als schlicht-gefälliger Saalbau erbaut. Der Turm im unteren Teil ist älter; er stammt von 1530 und war ursprünglich ein Westturm. Die Haube und Laterne mit lebhaftem Kontur stammen von 1742.
Die Kirche wurde bis 1936 auch von den französischen Gemeindemitgliedern genutzt. Wegen der verschärften Grenzkontrollen der Nationalsozialisten bauten die Franzosen eine eigene Kirche.
Unmittelbar an der Grenze liegt ein alter Bauernhof, der ursprünglich zum Benediktinerkloster von Bouzonville (Busendroff) gehörte. Es handelt sich um einen Dreiseithof. Auf der offenen, der Straße zugewandten Seite ermöglicht eine Toreinfahrt in der Bruchsteinmauer den Zugang zum Innenhof. Der heutige Ausbau des Herrenhauses des klösterlichen Hofguts stammt aus dem Jahr 1752.

### Kulturelle Würdigungen
Literarisch gewürdigt wurde Leidingen von Alfred Gulden in seinem Roman Die Leidinger Hochzeit von 1984. Außerdem drehte Alfred Gulden Anfang der 1980er Jahre einen preisgekrönten Dokumentarfilm über dieses Dorf, „Grenzfall Leidingen“. Im Rahmen der Dokumentation 16 × Deutschland wurde für das Saarland ein Film über Leidingen gezeigt. Die Erstausstrahlung erfolgte am 4. Oktober 2013 auf Das Erste. Regie führte Sarah Moll.